# Rönngrundet (i Landbofjärden, Raseborg)
Rönngrundet är en ö i Finland.   Den ligger i kommunen Raseborg i den ekonomiska regionen  Raseborg  och landskapet Nyland, i den södra delen av landet, 70 km väster om huvudstaden Helsingfors.